# Julio Santana
Julio Franklin Santana (* 20. Januar 1973 in San Pedro de Macorís, San Pedro de Macorís (Provinz), Dominikanische Republik) ist ein ehemaliger professioneller Baseballpitcher (Relief Pitcher) der Major League Baseball. Seine Profikarriere begann am 6. April 1997 und endete mit seinem letzten Spiel am 20. Mai 2006. Er ist der Neffe des ehemaligen Baseball-Profis Rico Carty. Julio wurde 1990 von der Baseball-Organisation der Texas Rangers als Amateur verpflichtet.

## Vereine
Santana spielte seit 1997 in folgenden Baseball-Clubs (Saisons):
- von 1997 bis 1998 bei den Texas Rangers (Trikotnummer 60)
- von 1998 bis 1999 bei den Tampa Bay Devil Rays (Trikotnummer 60)
- 2000 bei den Montreal Expos (heute Washington Nationals) (Trikotnummer 54)
- 2002 bei den Detroit Tigers (Trikotnummer 48)
- 2006 bei den Philadelphia Phillies (Trikotnummer 44)

## Gehalt
Santanas Gehalt belief sich von 1997 bis zur Karriereende auf schätzungsweise 1.602.500 USD.